# Muriel Lip
Muriel Lip, née le 25 juin 1933, est une skieuse alpine française. Référence du ski alpin français dans les années 1950 dans la discipline technique du slalom, elle prend part aux Jeux olympiques d'hiver en 1956 à Cortina d'Ampezzo.

## Palmarès

### Jeux olympiques
| Épreuve / Édition         | Descente | Slalom géant | Slalom  |
| ------------------------- | -------- | ------------ | ------- |
| JO 1956 Cortina d'Ampezzo | —        | —            | Abandon |

### Championnats du monde
| Épreuve / Édition         | Descente | Slalom géant | Slalom       | Combiné |
| ------------------------- | -------- | ------------ | ------------ | ------- |
| Mondiaux 1954 Aare        | —        | —            | Disqualifiée | —       |
| JO 1956 Cortina d'Ampezzo | —        | —            | Abandon      | —       |